# Gavião-pedrês
Bútio-de-listas-cinzentas ou gavião-pedrês (nome científico: Buteo nitidus) é uma ave de rapina americana da família Accipitridae, que inclui também as águias e abutres do Velho Mundo.
Seu tamanho varia entre 44 a 60 centímetros de comprimento, podendo chegar a pesar entre 320 e 592 gramas. As populações do Arizona e noroeste do México migram para o sul entre os meses de outubro a março.
De hábitos solitários, habita florestas, matas ribeirinhas, campos e cerrado. Alimenta-se de lagartos, cobras pequenas, outras aves, insetos, sapos e pequenos mamíferos.

## Subespécies
São reconhecidas três subespécies:
- Buteo nitidus nitidus (Latham, 1790) - ocorre do leste da Colômbia e Equador até as Guianas e na Amazônia brasileira;
- Buteo nitidus blakei (Hellmayr & Conover, 1949) - ocorre do sudoeste da Costa Rica até o norte da Colômbia e oeste do Equador;
- Buteo nitidus pallidus (Schlegel, 1862) - ocorre da região central e sul do Brasil até o leste da Bolívia, Paraguai e norte da Argentina.